# Campionati europei di canoa/kayak sprint 2001
I Campionati europei di canoa/kayak sprint 2001 si sono svolti dal 15 al 18 luglio presso l'Idroscalo di Milano, in Italia.

## Medagliere
| Posiz. | Nazione     | Oro | Argento | Bronzo | Totale |
| ------ | ----------- | --- | ------- | ------ | ------ |
| 1      | Ungheria    | 8   | 9       | 3      | 20     |
| 2      | Germania    | 6   | 3       | 5      | 14     |
| 3      | Russia      | 3   | 3       | 2      | 8      |
| 4      | Romania     | 3   | 2       | 1      | 6      |
| 5      | Ucraina     | 2   | 0       | 0      | 2      |
| 6      | Spagna      | 1   | 3       | 3      | 7      |
| 7      | Slovacchia  | 1   | 1       | 0      | 2      |
| 7      | Italia      | 1   | 1       | 0      | 2      |
| 9      | Rep. Ceca   | 1   | 0       | 2      | 3      |
| 10     | Norvegia    | 1   | 0       | 1      | 2      |
| 11     | Polonia     | 0   | 3       | 7      | 10     |
| 12     | Bielorussia | 0   | 1       | 3      | 4      |
| 13     | Israele     | 0   | 1       | 0      | 1      |

## Eventi

### Uomini
| Evento   | Oro                                                                     | Tempo    | Argento                                                       | Tempo    | Bronzo                                                                   | Tempo    |
| C1-200m  | Dmitro Sablin                                                           | 41.257   | Maxim Opalev                                                  | 41.397   | Andreas Dittmer                                                          | 41.445   |
| C2-200m  | Mikhail Vartolomei Ionel Averian                                        | 37.885   | Paweł Baraszkiewicz Daniel Jędraszko                          | 38.149   | György Kozmann Imre Feil                                                 | 38.329   |
| C4-200m  | Karel Kožíšek Jan Břečka Petr Fuksa Petr Procházka                      | 33.832   | Ionel Averian Mikhail Vartolomei Florin Popescu Mitică Pricop | 34.364   | Andrzej Jezierski Daniel Jędraszko Paweł Baraszkiewicz Michał Gajownik   | 34.508   |
| K1-200m  | Ronald Rauhe                                                            | 36.063   | Vince Fehérvári                                               | 36.459   | Pavel Hottmar                                                            | 36.627   |
| K2-200m  | Tim Wieskötter Ronald Rauhe                                             | 32.832   | Vince Fehérvári Róbert Hegedűs                                | 32.880   | Marek Twardowski Adam Wysocki                                            | 32.988   |
| K4-200m  | Gábor Horváth Róbert Hegedűs Vince Fehérvári István Beé                 | 30.709   | Yevgeny Salakhov Denis Turchenkov Roman Zarubin Oleg Gorobii  | 31.253   | Romică Şerban Vasile Curuzan Marian Baban Geza Magyar                    | 31.301   |
| C1-500m  | György Kolonics                                                         | 1:50.284 | Andreas Dittmer                                               | 1:50.408 | Maxim Opalev                                                             | 1:51.944 |
| C2-500m  | Mitică Pricop Florin Popescu                                            | 1:42.892 | Aleksandr Kostoglod Alexander Kovalev                         | 1:43.764 | Jose Alfredo Bea David Mascato                                           | 1:44.212 |
| C4-500m  | Konstantin Fomichev Vladislav Polzounov Vladimir Ladocha Andrei Kabanov | 1:32.550 | Ionel Averian Mikhail Vartolomei Florin Popescu Iosif Anisim  | 1:32.582 | Marcin Grzybowski Adam Ginter Roman Rynkiewicz Marcin Kobierski          | 1:33.894 |
| K1-500m  | Ákos Vereckei                                                           | 1:39.505 | Michael Kolganov                                              | 1:39.949 | Emilio Merchán Alonso                                                    | 1:41.053 |
| K2-500m  | Tim Wieskötter Ronald Rauhe                                             | 1:29.868 | Krisztián Bártfai Krisztián Veréb                             | 1:30.488 | Adam Wysocki Marek Twardowski                                            | 1:30.520 |
| K4-500m  | Denis Turchenkov Alexander Ivanik Andrei Tissin Roman Zarubin           | 1:20.905 | Richard Riszdorfer Michal Riszdorfer Erik Vlček Juraj Bača    | 1:21.057 | Vadzim Makhneu Raman Piatrushenka Aljaksej Abalmasaŭ Aliaksei Shurkovski | 1:21.933 |
| C1-1000m | Andreas Dittmer                                                         | 3:52.858 | György Kolonics                                               | 3:53.578 | Martin Doktor                                                            | 3:57.210 |
| C2-1000m | Mitică Pricop Florin Popescu                                            | 3:36.320 | Jose Alfredo Bea David Mascato                                | 3:36.724 | Alexander Kovalev Aleksandr Kostoglod                                    | 3:37.052 |
| C4-1000m | Alexei Volkonski Vladimir Ladocha Roman Kruglyakov Konstantin Fomichev  | 3:16.879 | Gábor Iván Béla Belicza György Zala György Kozmann            | 3:18.175 | Roman Rynkiewicz Michał Gajownik Andrzej Jezierski Adam Ginter           | 3:18.799 |
| K1-1000m | Lutz Liwowski                                                           | 3:30.238 | Ákos Vereckei                                                 | 3:30.658 | Eirik Verås Larsen                                                       | 3:30.922 |
| K2-1000m | Nils Olav Fjeldheim Eirik Verås Larsen                                  | 3:14.382 | Krisztián Veréb Krisztián Bártfai                             | 3:14.364 | Marc Westphalen Marco Herszel                                            | 3:16.130 |
| K4-1000m | Juraj Bača Erik Vlček Richard Riszdorfer Michal Riszdorfer              | 2:53.307 | Andreas Ihle Mark Zabel Björn Bach Stefan Ulm                 | 2:53.471 | Aliaksei Shurkovski Aljaksej Abalmasaŭ Raman Piatrushenka Vadzim Makhneu | 2:54.883 |

### Donne
| Evento   | Oro                                                               | Tempo    | Argento                                                                | Tempo    | Bronzo                                                                 | Tempo    |
| K1-200m  | Szilvia Szabó                                                     | 42.336   | Elżbieta Urbańczyk                                                     | 42.348   | Katrin Wagner                                                          | 43.448   |
| K2-200m  | Sonia Molanes Costa Beatriz Manchón                               | 38.405   | Erzsébet Viski Kinga Dékány                                            | 38.593   | Beata Sokołowska Aneta Pastuszka                                       | 39.145   |
| K4-200m  | Kinga Dékány Krisztina Fazekas Erzsébet Viski Kinga Bóta          | 36.115   | Belen Sanchez Teresa Portela Rivas María Isabel García Ana María Penas | 36.315   | Karolina Sadalska Aneta Pastuszka Dorota Kuczkowska Joanna Skowroń     | 36.831   |
| K1-500m  | Katalin Kovács                                                    | 1:51.163 | Josefa Idem                                                            | 1:51.375 | Katrin Wagner                                                          | 1:53.015 |
| K2-500m  | Kinga Bóta Szilvia Szabó                                          | 1:41.307 | Sonia Molanes Costa Beatriz Manchón                                    | 1:42.511 | Natalia Bandarenka Alesia Bakunova                                     | 1:43.911 |
| K4-500m  | Kinga Bóta Erzsébet Viski Szilvia Szabó Katalin Kovács            | 1:34.094 | Anett Schuck Manuela Mucke Katrin Wagner Nadine Opgen-Rhein            | 1:35.714 | Belen Sanchez María Isabel García Teresa Portela Rivas Ana María Penas | 1:35.834 |
| K1-1000m | Josefa Idem                                                       | 3:54.190 | Katalin Kovács                                                         | 3:54.858 | Katrin Wagner                                                          | 3:55.810 |
| K2-1000m | Manuela Mucke Nadine Opgen-Rhein                                  | 3:38.419 | Beata Sokołowska Joanna Skowroń                                        | 3:39.507 | Krisztina Fazekas Ágnes Szabó                                          | 3:39.555 |
| K4-1000m | Inna Osypenko Tatiana Semikina Hanna Balabanova Natalia Fiklisova | 3:22.528 | Alesia Bakunova Natalia Bandarenka Sviatlana Vakula Alena Bets         | 3:22.636 | Kinga Dékány Eszter Rasztóczky Katalin Móni Ágnes Szabó                | 3:23.304 |